# Siparuna cajamarcensis
Siparuna cajamarcensis är en tvåhjärtbladig växtart som beskrevs av S.S.Renner & Hausner. Siparuna cajamarcensis ingår i släktet Siparuna och familjen Siparunaceae. Inga underarter finns listade i Catalogue of Life.